# Лісовий проспект (Київ)
У Вікіпедії є статті про інші проспекти з назвою Лісовий проспект
Лісови́й проспе́кт — проспект у Деснянському районі міста Києва, житловий масив Лісовий. Пролягає від Братиславської вулиці до вулиці Космонавта Поповича.
Прилучаються вулиці Мілютенка і Кубанської України.

## Історія
Проспект виник наприкінці 1960-х років під назвою Нова вулиця, з 1970 року — проспект Ворошилова, на честь радянського військового і державного діяча, двічі Героя Радянського Союзу, Героя Соціалістичної Праці, першого Маршала Радянського Союзу К. Є. Ворошилова, у першій половині 1970-х років назву було уточнено на проспект Маршала Ворошилова. Сучасна назва — з 1991 року.
На багатьох офіційних вуличних покажчиках вказано: Лісний проспект.
У 2002 році проспектом прокладено тролейбусну лінію (маршрути № 37 та 37А від Вигурівщини-Троєщини до станції метро «Лісова»).

## Установи та заклади

### Храми
- Храм святих мучеників Адріана та Наталії (32)

### Навчальні заклади
- Середня загальноосвітня школа № 147 (17в)
- Гімназія № 39 (17-г)
- Середня загальноосвітня школа № 207 (33-а)
- Середня загальноосвітня школа № 213 (33-б)

### Поштові відділення
- Поштове відділення № 166, УДППЗ Укрпошта (25)

### Ветеринарні заклади
- Ветеринарна клініка (39)

### Спортивні організації
- Федерація Айкідо та Будо м. Києва (39)

## Зображення

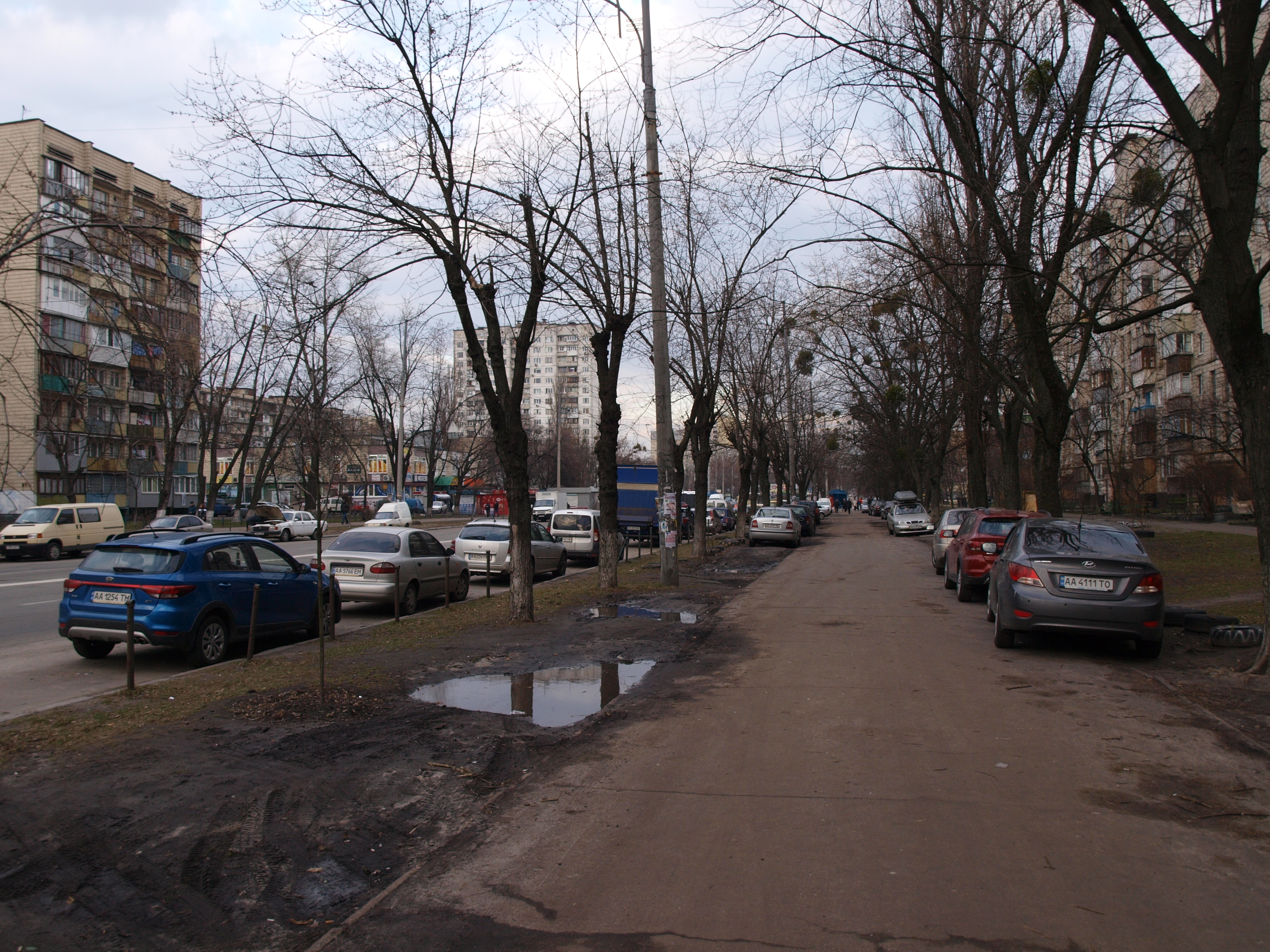
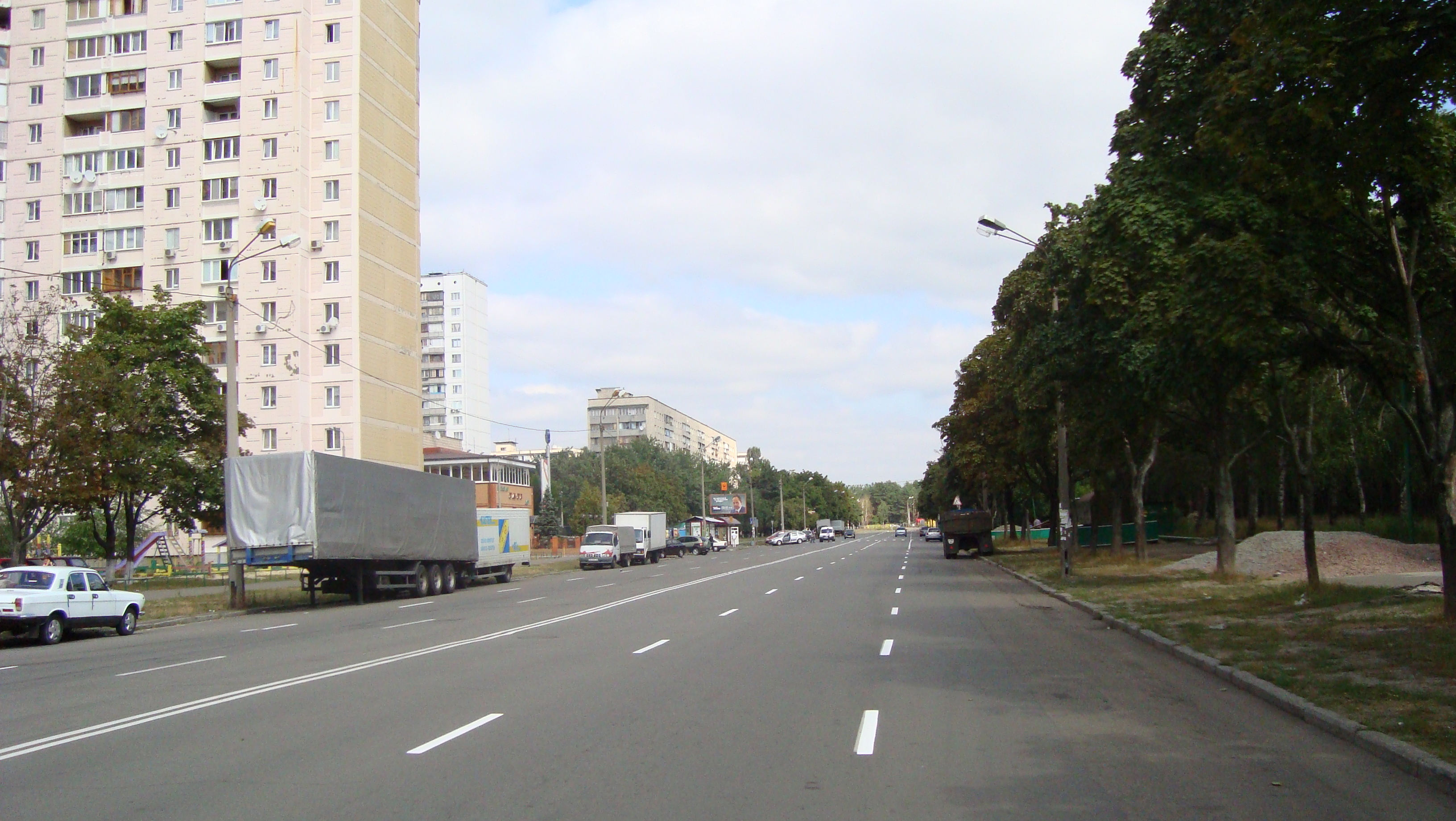
Кінцева частина Лісового проспекту
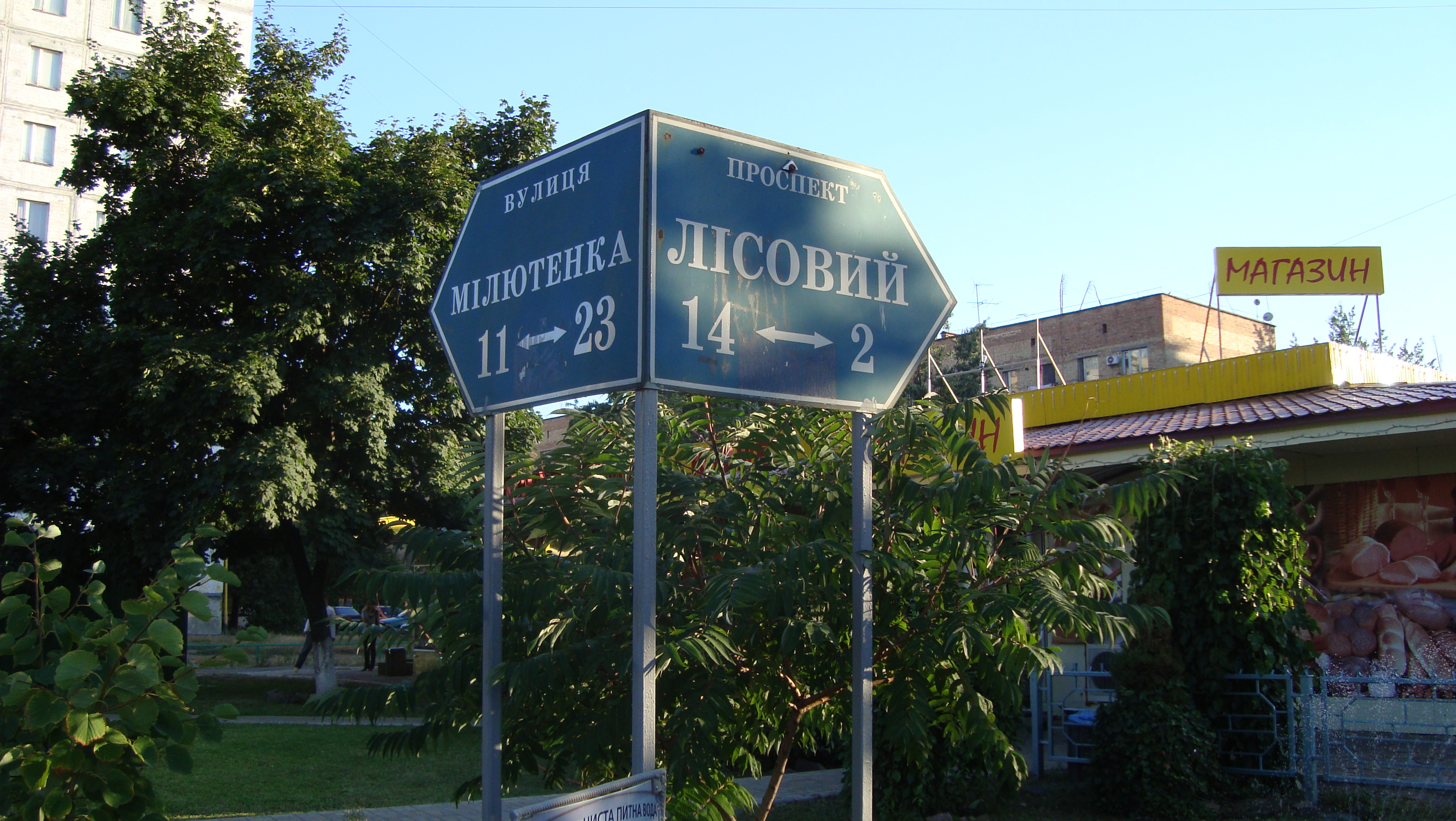
Вказівник між вулицею Мілютенка і Лісовим проспектом
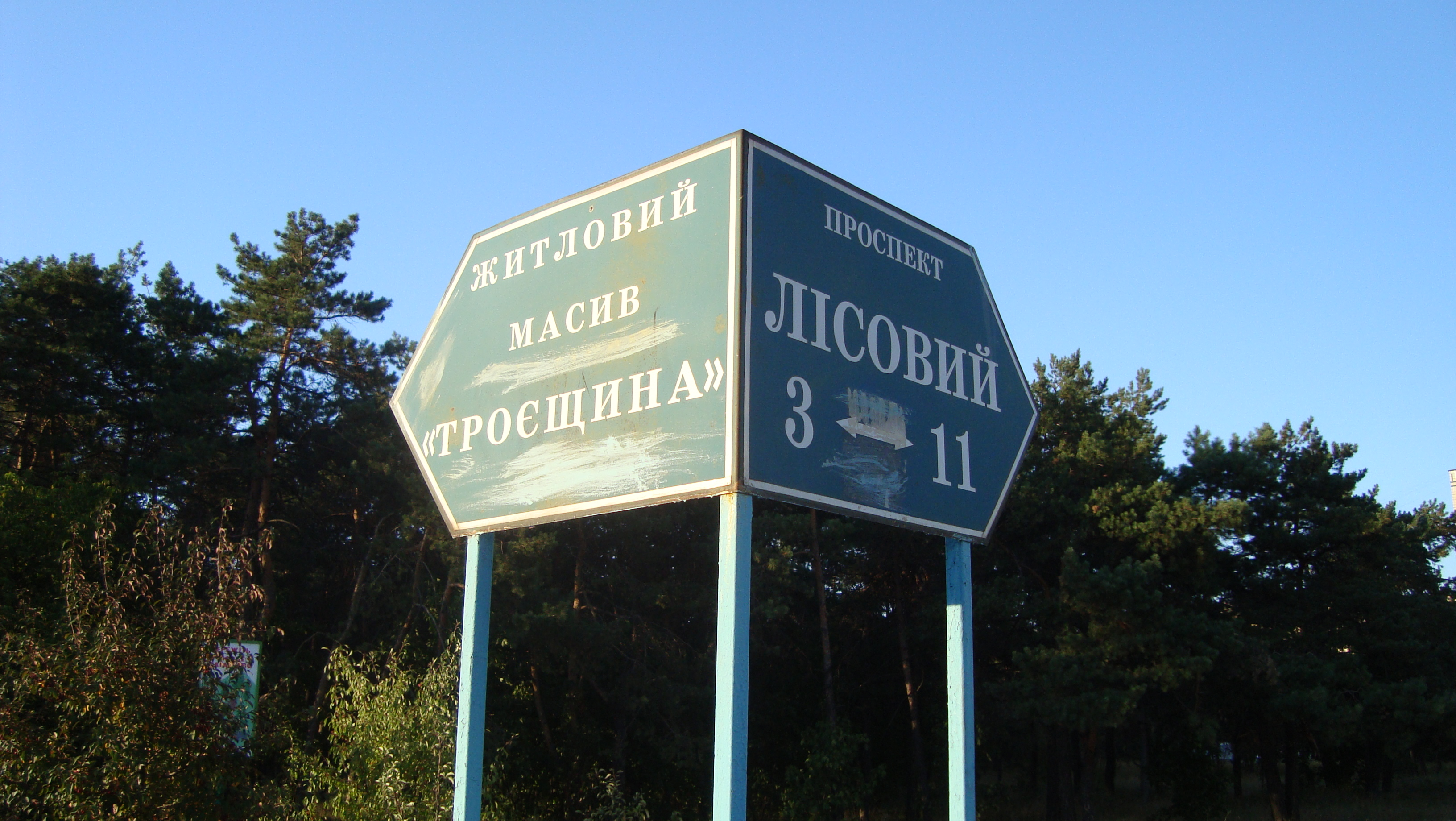
Вказівник між житловим масивом Виґурівщина-Троєщина і Лісовим проспектом

## Вебкамери
На сайті videoprobki.ua опубліковано вебкамеру № 183 на перехресті Лісового проспекту і Братиславської вулиці.

Вид з вебкамериВид з вебкамери